# Golden dream
Il Golden dream è un cocktail alcolico, che ha fatto parte della lista dei cocktail ufficiali riconosciuti dall'IBA dal 1986 al 2024.

## Composizione
- 2.0 cl di Liquore Galliano
- 2.0 cl di triple sec
- 2.0 cl di succo d' arancia
- 1.0 cl di panna fresca

## Preparazione
Introdurre tutti gli ingredienti in uno shaker con ghiaccio. Shakerare energicamente per pochi secondi e servire in un bicchiere di tipo cocktail.